# يوهان آدم أكرمان
يوهان آدم أكرمان (بالألمانية: Johann Adam Ackermann)‏ هو رسام ألماني، ولد في 1780 في ماينتس في ألمانيا، وتوفي في 27 مارس 1853 في فرانكفورت في ألمانيا.